# О’Ди, Даррен
Да́ррен О’Ди (англ. Darren O’Dea; 4 февраля 1987, Дублин, Ирландия) — ирландский футболист, тренер юношеского состава «Селтика». Выступал в национальной сборной Ирландии. Играл на позициях центрального или левого защитника.
Профессиональную карьеру футболиста О’Ди начал в шотландском «Селтике» в 2006 году. За те четыре сезона, что он провёл в составе «кельтов», ирландец дважды становился чемпионом страны и один раз выигрывал Кубок лиги. Затем он поочерёдно отдавался в аренду в такие английские клубы, как «Рединг», «Ипсвич Таун» и «Лидс Юнайтед». 1 июня 2012 года по обоюдному согласию с «Селтиком» О’Ди покинул Глазго за год до истечения своего контракта. 3 июля того же года ирландец перебрался в Северную Америку, заключив соглашение с клубом MLS «Торонто».
В следующем сезоне О’Ди представлял донецкий «Металлург». Карьере О’Ди в донецком клубе помешало начало протестов на Юго-Востоке Украины. Он вернулся в Англию, подписав контракт с «Блэкпулом». В июле 2015 года О’Ди подписал соглашение с индийским клубом «Мумбаи Сити». Он ушёл из профессионального футбола в 2019 году, проведя три года в «Данди».
С 2009 по 2013 год Даррен защищал цвета национальной сборной Ирландии, провёл в её составе 20 матчей и забил один гол.

## Ранние годы
Даррен родился в семье Джона и Энн О’Ди. Его мать была в прошлом игроком сборной Ирландии по баскетболу.
После школы Даррен начал учиться в колледже Святого Алоизия (англ. St Aloysius' College) в Глазго, затем перевёлся в колледж «Клонкин» (англ. Clonkeen College), где играл за юношескую команду под руководством бывшего тренера сборной Дублина Эйдана Лайонса. Позже О’Ди выступал за «Хоум Фарм» — ещё одну столичную команду. Уже тогда его заметили тренеры молодёжной сборной Ирландии, где он начал выступать с такими футболистами, как Оуэн Гарвен, Шейн Саппл и Крис Макканн.
В 2003 году Даррен решил продолжить карьеру в шотландском «Селтике», отвергнув предложения английских клубов — «Астон Виллы», «Манчестер Сити» и «Ливерпуля».

## Клубная карьера

### «Селтик»
Дебют О’Ди в составе «бело-зелёных» состоялся в сентябре 2006 года, когда «Селтик» в рамках Кубка Лиги встречался с клубом «Сент-Миррен». Два месяца спустя Даррен впервые выступил в бело-зелёной футболке клуба и в Премьер-лиге, выйдя на замену в матче «Селтика» и «Инвернесс Каледониан Тисл».
В декабре 2006 года у ирландца состоялось сразу два дебюта — 6 декабря О’Ди, заменив получившего травму Стивена Макмануса, впервые вышел на поле в матче Лиги чемпионов (соперником «Селтика» в этот день был датский «Копенгаген»), а несколько дней спустя в первый раз отыграл в основном составе «бело-зелёных» в матче чемпионата Шотландии против «Данфермлин Атлетик».
26 декабря в игре с «Данди Юнайтед» О’Ди забил свой первый мяч за «Селтик». Через неделю, 2 января 2007 года, он также отметился голом в ворота «Килмарнока».
В общей сложности в сезоне 2006/07 О’Ди сыграл в 14 матчах первенства и забил два гола, завоевав с командой титул чемпиона Шотландии. Самая памятная игра того года для О’Ди выпала на стадию 1/8 финала Лиги чемпионов, где «Селтик» встретился с будущим победителем турнира — итальянским «Миланом». Первая игра, проходившая на «Селтик Парк», закончилась безголевой ничьей. В ответном матче на стадионе «Сан Сиро» миланцы с первых минут встречи пошли в атаку на ворота Боруца, оборона «кельтов» во главе с Макманусом и О’Ди успешно защищалась. Но на 93-й минуте встречи ворота «бело-зелёных» поразил бразилец Кака. В итоге матч так и закончился со счётом 0:1, но специалисты положительно оценили игру шотландских защитников, а капитан «Милана» Паоло Мальдини, особо выделив О’Ди, похвалил его за игру и назвал очень способным молодым игроком. Выступление ирландца также впечатлило и главного тренера «Селтика» Гордона Стракана, при непосредственном участии которого 13 марта 2007 года О’Ди подписал с шотландским клубом новый контракт на три года с возможностью продления ещё на год.
15 марта 2009 года О’Ди открыл счёт в победном для «бело-зелёных» матче в рамках финала Кубка Лиги с принципиальными соперниками «кельтов» из «Рейнджерс». Игра закончилась со счётом 2:0. Другой мяч «Селтика» забил полузащитник Эйден Макгиди.

### «Рединг» и возвращение из аренды
1 сентября 2009 года О’Ди на правах аренды перешёл в английский клуб «Рединг», тогда игравший в местном Первом дивизионе. Сделка была заключена сроком до 1 января 2010 без права выкупа. В составе «ройалс» Даррен дебютировал 12 сентября в домашней игре с «Донкастер Роверс».
В сентябрьском интервью ирландец высказал нежелание возвращаться в «Селтик» из-за недостатка игровой практики в шотландской команде. Несмотря на это, по истечении срока аренды О’Ди вернулся в Шотландию. 16 января 2010 года он в первый раз после возвращения вышел в составе «Селтика» в матче против «Фалкирка». О’Ди был назначен вице-капитаном после того, как Стивен Макманус отправился в аренду в «Мидлсбро», а Гари Колдуэлл перешёл в «Уиган Атлетик».

### «Ипсвич Таун»
17 августа 2010 года Даррен вновь был сдан в аренду — на этот раз новым временным работодателем защитника стал английский «Ипсвич Таун», которым руководил бывший капитан «Манчестер Юнайтед» и соотечественник О’Ди — Рой Кин. Договор ссуды был заключён сроком на пять месяцев. 21 августа О’Ди впервые вышел на поле в официальном матче саффолкской команды — в тот день в рамках Чемпионшипа «синие» встречались с «Кристал Пэлас». В январе 2011 года Рой Кин был уволен с поста наставника «трактористов». После этого О’Ди в одном из интервью выразил опасения, что при новом тренере Поле Джуэлле он может покинуть клуб. Однако новый тренер «Ипсвича» не только поспешил заверить защитника в его нужности команде, но и через четыре дня после заявления сумел договориться с «Селтиком» о продлении срока аренды О’Ди до конца сезона 2010/11. 12 апреля 2011 года, приняв участие в поединке против «Мидлсбро», Даррен сыграл свой сотый матч в клубной карьере. Ближе к концу ссуды в «Ипсвиче» в британской прессе появилась информация, что клуб хочет выкупить у «Селтика» трансфер О’Ди. Ирландец опроверг эти слухи, заявив, что летом обязательно вернётся в Глазго и намерен бороться за место в основном составе «кельтов».

### «Лидс Юнайтед»
Перед началом сезона 2011/12 О’Ди в одном из интервью заявил, что в преддверии чемпионата Европы 2012 он хочет «регулярно выходить на поле в любой команде», тем самым дав понять руководству «Селтика», что готов на новую аренду ради получения необходимой игровой практики. 1 августа 2012 года ирландец признал, что не набрал достаточной формы, чтобы бороться за место в основном составе. После этого наставник «бело-зелёных» Нил Леннон заявил о вероятной скорой очередной аренде защитника в один из английских клубов. Так и получилось — 4 августа 2011 года ирландец был вновь ссужен «Селтиком» в другую команду — ею стал «Лидс Юнайтед», взявший футболиста сроком на один сезон. Своим игровым номером в составе «павлинов» Даррен выбрал число «48».
В день своей презентации публике на стадионе «Элланд Роуд» О’Ди рассказал, что в 13-летнем возрасте проходил просмотр в «Лидс Юнайтед», однако в то время не подошёл клубу. Через два дня защитник впервые сыграл в составе своей новой временной команды, проведя полный матч против «Саутгемптона». Следующую календарную встречу «Юнайтед» против «Брэдфорд Сити» О’Ди пропустил из-за вызова в национальную сборную Ирландии. Вскоре, в связи с травмой основного центрального защитника «белых» Ли Бромби, Даррен стал безоговорочным футболистом основного состава «Лидса». 18 октября он впервые забил гол в составе «павлинов», поразив ворота «Ковентри Сити». Уже в следующем матче ирландец вновь забил мяч, оказавшийся в итоге победным для «Лидса»: благодаря ему «белые» переиграли «Питерборо Юнайтед» со счётом 3:2. 30 октября О’Ди совершил ошибку, приведшую к голу футболиста «Кардифф Сити» Джо Мейсона в ворота «Лидса». После игры защитник объяснил свою промашку проблемами со зрением из-за недавно перенесённой травмы головы. В начале 2012 года О’Ди высказал желание остаться в «Лидсе» на постоянной основе. В апреле он подвергся дисциплинарному штрафу в виде отстранения от двух матчей за то, что получил десять жёлтых карточек в сезоне. 17 апреля в поединке против «Блэкпула» он был удалён с поля, автоматически пропустив остаток сезона из-за этой дисквалификации. 20 апреля наставник «Юнайтед» Нил Уорнок обнародовал информацию, что «павлины» не будут выкупать у «кельтов» трансфер О’Ди.

### «Торонто»
1 июня 2012 года О’Ди по обоюдному соглашению с руководством «Селтика» разорвал контракт с клубом из Глазго, который должен был действовать до лета 2013 года. Уже 3 июля он стал игроком клуба «Торонто», выступающего в лиге MLS, а 19 августа провёл свой первый матч в составе «красных» — оппонентами новой команды О’Ди были футболисты «Спортинг Канзас-Сити». По словам CBC News, в своём первом матче с командой он выглядел «живо». В матче с «Хьюстон Динамо» О’Ди отдал голевой пас Терри Данфилду и в конце игры сказал, что он «в восторге» от результата. В сентябре тренер Пол Маринер назначил ирландца капитаном команды на время отсутствия травмированного Торстена Фрингса. В следующем месяце О’Ди не смог сыграть в матче против «Монреаль Импакт» из-за травмы бедра, полученной во время отборочного матча чемпионата мира, который проводил за Ирландию. В общей сложности в первом сезоне за «Торонто» О’Ди сыграл девять матчей, а клуб финишировал десятым в Восточной конференции.
В сезоне 2013 года О’Ди выходил на левом фланге обороны «Торонто» после того, так как основной левый защитник получил травму. По словам футболиста, к этому времени прошло два года с тех пор, как он в последний раз играл на левом фланге защиты. О’Ди забил свой первый гол за «Торонто» 3 июля 2013 года в домашнем матче с «Монреаль Импакт», закончившемся с ничейным счётом 3:3. За «хорошее чувство места и координацию» в матче против «Спортинг Канзас-Сити» 12 марта он был включён в символическую команду недели. 18 июля 2013 года О’Ди покинул «Торонто», подписав контракт с донецким «Металлургом». Президент клуба Кевин Пейн пожелал ему удачи и высказал надежду, что он вернётся в будущем. В общей сложности О’Ди сыграл 26 матчей за «Торонто», забив один гол и сделав три результативных передачи. После его ухода капитаном клуба стал Стивен Колдуэлл.

### «Металлург Донецк»
После ухода из «Торонто» О’Ди подписал трёхлетний контракт с донецким «Металлургом», став первым легионером чемпионата Украины с Британских островов. Он дебютировал в составе своей новой команды 20 июля 2013 года в матче с львовскими «Карпатами», сыграв 46 минут; соперники разошлись вничью 1:1. Свой первый гол за «Металлург» О’Ди забил во второй игре, принеся победу над «Ворсклой» со счётом 2:1. Он покинул клуб в августе 2014 года, расторгнув контракт на два года раньше договорного срока из-за политической ситуации на Украине. О’Ди описал ситуацию в стране как «враждебную и напряжённую».

### «Блэкпул»

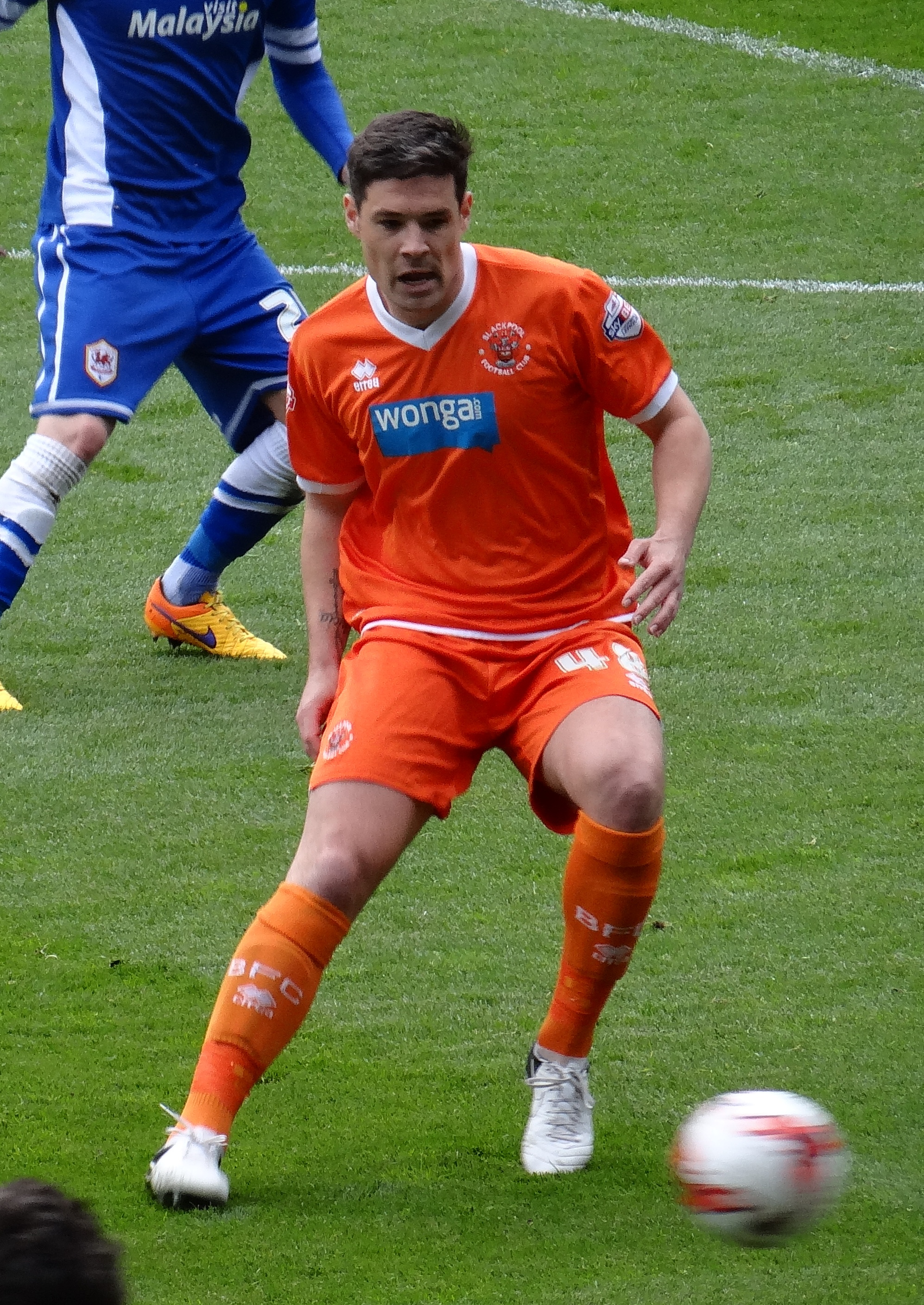
О’Ди в матче за «Блэкпул» (2015)

В декабре 2014 года О’Ди подписал контракт с «Блэкпулом», в это время выступавшим в английском Чемпионшипе. Он впервые вышел на поле в составе «Блэкпула» в матче с «Борнмутом», который закончился поражением со счётом 6:1. Четвёртый гол клуб О’Ди пропустил с пенальти от Бретта Питмэна, назначенного после того, как О’Ди нарушил правила в штрафной на Каллуме Уилсоне. В матче против «Вулверхэмптон Уондерерс» ошибка О’Ди позволила забить новичку соперников Бенику Афобе. BBC сообщила, что он «совершил ужасную ошибку, пытаясь перехватить пас Кевина Макдональда». В феврале 2015 года О’Ди получил травму в матче против «Ноттингем Форест», что вынудило его пропустить игру с «Блэкберн Роверс». В мае срок контракта футболиста истёк, и он покинул команду, заявив, что у неё был «катастрофический сезон». Всего О’Ди сыграл за «Блэкпул» 20 матчей.

### «Мумбаи Сити»
В мае 2015 года газета Toronto Sun сообщила, что О’Ди может вернуться в Канаду. Однако он подписал контракт до 22 декабря с клубом Индийской суперлиги «Мумбаи Сити», которым руководил Николя Анелька. О’Ди назвал свой переход «новым опытом, новой главой», но признал, что мало знает о качестве футбола в индийской лиге. О’Ди дебютировал в команде 10 октября в матче с «Керала Бластерс», завершившемся безголевой ничьей. По итогам сезона команда заняла шестое место и не вышла в плей-офф. О’Ди покинул клуб, сыграв девять матчей.

### «Данди»
В январе 2016 года О’Ди вернулся в Шотландию, подписав краткосрочный контракт с «Данди Юнайтед». Он дебютировал в составе «Данди» в матче против «Партик Тисл», который его команда выиграла со счётом 4:2. В новом клубе О’Ди стал основным игроком защиты и 22 марта 2016 года подписал новый трёхлетний контракт. 23 июля О’Ди забил первый гол за «Данди» в рамках Кубка Лиги в ворота «Дамбартона», и его команда победила со счётом 6:2. По итогам сезона «Данди» удалось сохранить место в высшей лиге.
В июне 2017 года О’Ди был назначен капитаном «Данди» на постоянной основе — в предыдущем сезоне он выполнял эту роль вместо травмированного Джеймса Макпейка. 6 декабря ирландец был оштрафован на 70 тысяч фунтов за неосторожное вождение, когда врезался на своём внедорожнике в фонарный столб. В сентябре 2018 года О’Ди был близок к переходу в «Фалкирк», но трансфер не состоялся. 5 декабря на последних минутах победного матча с «Гамильтон Академикал» капитан «Данди» получил травму паха, в результате чего пропустил игру с «Рейнджерс». В январе 2019 года О’Ди получил двухматчевую дисквалификацию за симуляцию в матче с «Ливингстоном», из-за которой был удалён с поля нападающий соперника Джек Хэмилтон.
7 мая 2019 года О’Ди объявил в своем аккаунте в Twitter, что покинет «Данди» в конце сезона и это будет его последний сезон в профессиональном футболе. 18 мая в своём последнем матче за клуб против «Сент-Миррена» О’Ди был удалён с поля на 22-й минуте, а его команда проиграла со счётом 3:2. По итогам сезона «Данди» занял последнее место в чемпионате и выбыл в следующий дивизион.

### Завершение игровой карьеры и начало тренерской
В мае 2019 года О’Ди был назначен тренером юношеского состава (до 18 лет) «Мотеруэлла». В том же месяце он подписал контракт с полупрофессиональным клубом «Ист-Килбрайд», однако в августе покинул клуб, так и не сыграв ни одного матча в Лиге Лоуленда. О’Ди объяснил своё решение желанием сконцентрироваться на тренерской работе. В сентябре ирландец покинул «Мотеруэлл» и возглавил юношескую (до 18 лет) команду «Селтика». В октябре 2021 года стал тренером второй команды «кельтов». В апреле 2024 года «Селтик» объявил о переводе О’Ди на должность тренера по развитию игроков клуба, в его задачи входит подготовка игроков академии к переводу в первую команду.
13 июня 2025 года О’Ди был назначен помощником тренера «Суонси Сити» Алана Шихэна.

## Сборная Ирландии
О’Ди играл за юношеский и молодёжный составы сборной Ирландии. 3 марта 2007 года главный тренер молодёжной сборной Ирландии Дон Гивенс назначил его капитаном команды. Менее чем через неделю О’Ди получил вызов в первый состав сборной на игры отборочного цикла Евро-2008 24 и 28 марта, но дебютировать в главной команде страны в этот раз не смог.
13 мая 2008 года О’Ди был вновь вызван главным тренером ирландской команды Джованни Трапаттони на матчи со сборными Болгарии и Италии, но опять оба матча просидел на скамейке запасных. 8 сентября 2009 года Даррен наконец дебютировал за первую сборную своей страны — это произошло в товарищеском матче с южноафриканцами. О’Ди вышел на замену во втором тайме вместо Пола Макшейна.
В мае 2010 года О’Ди был вызван в состав ирландской команды на товарищеские матчи против Парагвая и Алжира. Первую встречу с южноамериканцами защитник наблюдал со скамейки запасных, во второй же, с североафриканской сборной, он вышел на замену на 36-й минуте поединка вместо получившего травму Джона О’Ши и сыграл свою вторую игру за национальную сборную.
После матча с Чехией 29 февраля 2012 года О’Ди заявил, что хочет попасть в сборную Ирландии на Евро-2012. Однако хотя он был включён в состав команды на турнире, проходившем в Польше и Украине, ему не довелось сыграть ни одного матча, а ирландцы не смогли преодолеть групповой этап. 16 октября 2012 года О’Ди забил свой первый гол за ирландцев, поразив в отборочном матче к чемпионату мира 2014 года ворота Фарерских островов.

## Стиль игры
Тренер О’Ди в «Торонто», Пол Маринер, назвал его необычным игроком с «фантастическими навыками» и хорошими лидерскими качествами. По словам вратаря «Торонто» Милоша Коцича, он был ценным игроком при розыгрыше стандартных положений (угловых и штрафных). Слабой стороной О’Ди, в частности, был недостаточно хороший контроль мяча. Он мог выступать на позициях центрального или левого защитника, однако, по словам самого футболиста, в центре защиты чувствовал себя намного увереннее.

## Статистика

### Клубная статистика
| Клуб                        | Сезон                       | Чемпионат | Чемпионат | Кубок | Кубок | Кубок Лиги | Кубок Лиги | Международные Кубки | Международные Кубки | Итого | Итого |
| Клуб                        | Сезон                       | Игры      | Голы      | Игры  | Голы  | Игры       | Голы       | Игры                | Голы                | Игры  | Голы  |
| --------------------------- | --------------------------- | --------- | --------- | ----- | ----- | ---------- | ---------- | ------------------- | ------------------- | ----- | ----- |
| Селтик                      | 2006/07                     | 14        | 2         | 3     | 1     | 1          | 0          | 3                   | 0                   | 21    | 3     |
| Селтик                      | 2007/08                     | 6         | 0         | 2     | 0     | 0          | 0          | 2                   | 0                   | 10    | 0     |
| Селтик                      | 2008/09                     | 10        | 1         | 2     | 0     | 2          | 1          | 2                   | 0                   | 16    | 2     |
| Селтик                      | 2009/10                     | 19        | 1         | 3     | 0     | 0          | 0          | 1                   | 0                   | 23    | 1     |
| Всего за «Селтик»           | Всего за «Селтик»           | 49        | 4         | 10    | 1     | 3          | 1          | 8                   | 0                   | 70    | 6     |
| Рединг                      | 2009/10                     | 8         | 0         | 0     | 0     | 0          | 0          | —                   | —                   | 8     | 0     |
| Всего за «Рединг»           | Всего за «Рединг»           | 8         | 0         | 0     | 0     | 0          | 0          | 0                   | 0                   | 8     | 0     |
| Ипсвич Таун                 | 2010/11                     | 20        | 0         | 1     | 0     | 4          | 0          | —                   | —                   | 25    | 0     |
| Всего за «Ипсвич Таун»      | Всего за «Ипсвич Таун»      | 20        | 0         | 1     | 0     | 4          | 0          | 0                   | 0                   | 25    | 0     |
| Лидс Юнайтед                | 2011/12                     | 35        | 2         | 1     | 0     | 2          | 0          | —                   | —                   | 38    | 2     |
| Всего за «Лидс Юнайтед»     | Всего за «Лидс Юнайтед»     | 35        | 2         | 1     | 0     | 2          | 0          | 0                   | 0                   | 38    | 2     |
| Торонто                     | 2012                        | 9         | 0         | 0     | 0     | —          | —          | 1                   | 0                   | 10    | 0     |
| Торонто                     | 2013                        | 17        | 1         | 0     | 0     | —          | —          | —                   | —                   | 17    | 1     |
| Всего за «Торонто»          | Всего за «Торонто»          | 26        | 1         | 0     | 0     | 0          | 0          | 1                   | 0                   | 27    | 1     |
| Металлург Д                 | 2013/14                     | 16        | 2         | 1     | 0     | —          | —          | 1                   | 0                   | 18    | 2     |
| Всего за «Металлург» Донецк | Всего за «Металлург» Донецк | 16        | 2         | 1     | 0     | 0          | 0          | 1                   | 0                   | 18    | 2     |
| Блэкпул                     | 2014/15                     | 19        | 0         | 1     | 0     | 0          | 0          | —                   | —                   | 20    | 0     |
| Всего за «Блэкпул»          | Всего за «Блэкпул»          | 19        | 0         | 1     | 0     | 0          | 0          | 0                   | 0                   | 20    | 0     |
| Мумбаи Сити                 | 2015                        | 9         | 0         | —     | —     | —          | —          | —                   | —                   | 9     | 0     |
| Всего за «Мумбаи Сити»      | Всего за «Мумбаи Сити»      | 9         | 0         | 0     | 0     | 0          | 0          | 0                   | 0                   | 9     | 0     |
| Данди                       | 2015/16                     | 16        | 0         | 3     | 0     | 0          | 0          | —                   | —                   | 19    | 0     |
| Данди                       | 2016/17                     | 35        | 4         | 0     | 0     | 4          | 1          | —                   | —                   | 39    | 5     |
| Данди                       | 2017/18                     | 16        | 0         | 2     | 0     | 4          | 0          | —                   | —                   | 22    | 0     |
| Данди                       | 2018/19                     | 21        | 0         | 1     | 0     | 0          | 0          | —                   | —                   | 22    | 0     |
| Всего за «Данди»            | Всего за «Данди»            | 88        | 4         | 6     | 0     | 8          | 1          | 0                   | 0                   | 102   | 5     |
| Всего за карьеру            | Всего за карьеру            | 270       | 13        | 20    | 1     | 17         | 2          | 10                  | 0                   | 317   | 16    |

### Матчи и голы за сборную Ирландии
| №  | Дата            | Место                                                                      | Оппонент             | Счёт | Голы О’Ди | Соревнование                                      |
| 1  | 8 сентября 2009 | «Томонд Парк», Лимерик, Ирландия                                           | ЮАР                  | 1:0  | —         | Товарищеский матч                                 |
| 2  | 28 мая 2010     | «РДС Арена», Дублин, Ирландия                                              | Алжир                | 3:0  | —         | Товарищеский матч                                 |
| 3  | 17 ноября 2010  | «Авива», Дублин, Ирландия                                                  | Норвегия             | 1:2  | —         | Товарищеский матч                                 |
| 4  | 8 февраля 2011  | «Авива», Дублин, Ирландия                                                  | Уэльс                | 3:0  | —         | Кубок наций                                       |
| 5  | 26 марта 2011   | «Авива», Дублин, Ирландия                                                  | Македония            | 2:1  | —         | Отборочный матч чемпионата Европы по футболу 2012 |
| 6  | 29 марта 2011   | «Авива», Дублин, Ирландия                                                  | Уругвай              | 2:3  | —         | Товарищеский матч                                 |
| 7  | 29 мая 2011     | «Авива», Дублин, Ирландия                                                  | Шотландия            | 1:0  | —         | Кубок наций                                       |
| 8  | 4 июня 2011     | Национальный стадион Филиппа II Македонского, Скопье, Республика Македония | Македония            | 2:0  | —         | Отборочный матч чемпионата Европы по футболу 2012 |
| 9  | 7 июня 2011     | «Морис Дюфран», Льеж, Бельгия                                              | Италия               | 2:0  | —         | Товарищеский матч                                 |
| 10 | 10 августа 2011 | «Авива», Дублин, Ирландия                                                  | Хорватия             | 0:0  | —         | Товарищеский матч                                 |
| 11 | 6 сентября 2011 | «Лужники», Москва, Россия                                                  | Россия               | 0:0  | —         | Отборочный матч чемпионата Европы по футболу 2012 |
| 12 | 7 октября 2011  | «Комуналь», Андорра-ла-Велья, Андорра                                      | Андорра              | 2:0  | —         | Отборочный матч чемпионата Европы по футболу 2012 |
| 13 | 29 февраля 2012 | «Авива», Дублин, Ирландия                                                  | Чехия                | 1:1  | —         | Товарищеский матч                                 |
| 14 | 26 мая 2012     | «Авива», Дублин, Ирландия                                                  | Босния и Герцеговина | 1:0  | —         | Товарищеский матч                                 |
| 15 | 15 августа 2012 | «Црвена Звезда», Белград, Сербия                                           | Сербия               | 0:0  | —         | Товарищеский матч                                 |
| 16 | 7 сентября 2012 | «Астана Арена», Астана, Казахстан                                          | Казахстан            | 2:1  | —         | Отборочный матч чемпионата мира по футболу 2014   |
| 17 | 12 октября 2012 | «Авива», Дублин, Ирландия                                                  | Германия             | 1:6  | —         | Отборочный матч чемпионата мира по футболу 2014   |
| 18 | 16 октября 2012 | «Торшвотль», Торсхавн, Фарерские острова                                   | Фарерские острова    | 4:1  | 1         | Отборочный матч чемпионата мира по футболу 2014   |
| 19 | 11 июня 2013    | «Янки-стэдиум», Нью-Йорк, США                                              | Испания              | 0:2  | —         | Товарищеский матч                                 |
| 20 | 14 августа 2013 | «Кардифф Сити», Кардифф, Уэльс                                             | Уэльс                | 0:0  | —         | Товарищеский матч                                 |

Итого: 20 матчей / 1 гол; 11 побед, 5 ничьих, 4 поражения.

### Сводная статистика игр/голов за сборную
| Сборная          | Год              | Отборочные матчи ЧМ | Отборочные матчи ЧМ | Финальные матчи ЧМ | Финальные матчи ЧМ | Отборочные матчи ЧЕ | Отборочные матчи ЧЕ | Финальные матчи ЧЕ | Финальные матчи ЧЕ | Кубок наций | Кубок наций | Товарищеские матчи | Товарищеские матчи | Итого | Итого |
| Сборная          | Год              | Игры                | Голы                | Игры               | Голы               | Игры                | Голы                | Игры               | Голы               | Игры        | Голы        | Игры               | Голы               | Игры  | Голы  |
| ---------------- | ---------------- | ------------------- | ------------------- | ------------------ | ------------------ | ------------------- | ------------------- | ------------------ | ------------------ | ----------- | ----------- | ------------------ | ------------------ | ----- | ----- |
| Ирландия         | 2009             | —                   | —                   | —                  | —                  | —                   | —                   | —                  | —                  | —           | —           | 1                  | 0                  | 1     | 0     |
| Ирландия         | 2010             | —                   | —                   | —                  | —                  | —                   | —                   | —                  | —                  | —           | —           | 2                  | 0                  | 2     | 0     |
| Ирландия         | 2011             | —                   | —                   | —                  | —                  | 4                   | 0                   | —                  | —                  | 2           | 0           | 3                  | 0                  | 9     | 0     |
| Ирландия         | 2012             | 3                   | 1                   | —                  | —                  | —                   | —                   | —                  | —                  | —           | —           | 3                  | 0                  | 6     | 1     |
| Ирландия         | 2013             | —                   | —                   | —                  | —                  | —                   | —                   | —                  | —                  | —           | —           | 2                  | 0                  | 2     | 0     |
| Всего за карьеру | Всего за карьеру | 3                   | 1                   | 0                  | 0                  | 4                   | 0                   | 0                  | 0                  | 2           | 0           | 11                 | 0                  | 20    | 1     |

## Достижения
«Селтик»
- Чемпион Шотландии (2): 2006/07, 2007/08
- Обладатель Кубка шотландской лиги: 2008/09

Сборная Ирландии
- Обладатель Кубка наций: 2011

## Личная жизнь
В 2006 году Даррен начал встречаться с моделью Мелиссой Чанг. В декабре 2010 года у пары родилась дочь, получившая имя Люсия. Вскоре Даррен и Мелисса решили пожениться — их свадьба состоялась в июне 2011 года на берегу озера Лох-Ломонд. В 2019 году у пары родилась вторая дочь, которую назвали Миланой.
О’Ди связывают дружеские отношения с Эйденом Макгиди, вместе с которым он выступал за «Селтик». Макгиди, в частности, стал крёстным отцом дочери О’Ди.